# Клаус-Петер Карльсен
Клаус-Петер Карльсен (нім. Claus-Peter Carlsen; 7 жовтня 1919, Берлін — ?) — німецький офіцер-підводник, оберлейтенант-цур-зее крігсмаріне.

## Біографія
9 жовтня 1937 року вступив на флот. З грудня 1939 року — вахтовий офіцер на ескортному кораблі F7. З квітня 1940 року — 1-й вахтовий офіцер в 13-й флотилії мінних тральщиків. В лютому-серпні 1941 року пройшов курс підводника. З 20 вересня 1941 року — 1-й вахтовий офіцер на підводному човні U-251. В серпні-жовтні 1942 року пройшов курс командира човна. З 24 жовтня 1942 року — командир U-732, на якому здійснив 3 походи (разом 136 днів у морі). 31 жовтня 1943 року U-732 був потоплений в Гібралтарській протоці північніше Танжеру (35°54′ пн. ш. 05°52′ зх. д.) глибинними бомбами британського протичовнового траулера «Імперіаліст» і британського есмінця «Дуглас». 31 члени екіпажу загинули, 18 (включаючи Карльсена) були врятовані і взяті в полон. 1 листопада 1947 року звільнений.

## Звання
- Кандидат в офіцери (9 жовтня 1937)
- Морський кадет (28 червня 1938)
- Фенріх-цур-зее (1 квітня 1939)
- Оберфенріх-цур-зее (1 березня 1940)
- Лейтенант-цур-зее (1 травня 1940)
- Оберлейтенант-цур-зее (1 квітня 1942)

## Нагороди
- Нагрудний знак мінних тральщиків (1940)
- Нагрудний знак підводника (6 липня 1942)
- Залізний хрест 2-го і 1-го класу (1942)